# Neipu
Neipu (chinesisch 內埔鄉, Pinyin Nèipǔ Xiāng, Hokkien Lāi-po͘-hiong) ist eine Landgemeinde im Landkreis Pingtung auf Taiwan (Republik China).

## Lage
Neipu liegt im nördlichen Abschnitt des Landkreises Pingtung und am östlichen Rand der Pingtung-Ebene. Nach Osten hin beginnen die Ausläufer des Taiwanischen Zentralgebirges. Das Gemeindegebiet hat eine angenähert spindelförmige Form, mit einer Achsenausrichtung von Südwesten nach Nordosten. Die größte Längsausdehnung beträgt 17,5 km, die maximale Querausdehnung etwa 6,5 km.
Die benachbarten Gemeinden sind Majia im Osten, Wanluan im Südosten, Zhutian im Südwesten, Linluo und Changzhi im Westen, sowie in einem kurzen Abschnitt Yanpu im Norden.

## Geschichte
Die ursprünglichen Bewohner der Gegend waren Angehörige indigener austronesischer Volker (Pingpu). Ab dem 25. Regierungsjahr Kangxis (1686) begannen Han-chinesische Siedler vom chinesischen Festland einzuwandern. Die Siedler kamen aus der Gegend des heutigen Chaozhou, Huizhou (beide Guangdong), sowie Quanzhou (Fujian). Durch die Einführung von Bewässerungssystemen machten die Einwanderer das Land, das zuvor außerhalb der Monsunzeit sehr trocken war, für die landwirtschaftliche Nutzung urbar. Aufgrund seiner Binnenlage erhielt die Gegend den Namen Neipu (內埔 – „innere Ebene“). Zur Zeit der japanischen Herrschaft (1895–1945) wurde 1920 hier das Dorf (庄,  Zhuāng) Neipu eingerichtet, das 1945, nach Übergang der Insel Taiwan an die Republik China, zu einer Landgemeinde (鄉,  Xiāng) umstrukturiert wurde. Seit 1950 gehört Neipu zum Landkreis Pingtung.

## Bevölkerung
Die Bevölkerung Neipus besteht zu etwa 60 % aus Hakka. Hoklo machen ungefähr 35 % aus.
Nach der offiziellen Statistik gehörten Ende 2018 1627 Personen (etwa 3,1 %) den indigenen Völkern an.

## Verwaltungsgliederung

Gliederung von Neipu

Neipu ist in 23 Dörfer (村,  Cūn) gegliedert:
1 Shuimen (水門村)

2 Ailiao (隘寮村)

3 Liming (黎明村)

4 Daxin (大新村)

5 Longtan (龍潭村)

6 Longquan (龍泉村)

7 Zhonglin (中林村)

8 Laobi (老埤村)

9 Dongpian (東片村)

10 Jianxing (建興村)

11 Dongshi (東勢村)

12 Yiting (義亭村)

13 Xingnan (興南村)

14 Neipu (內埔村)

15 Dongning (東寧村)

16 Shangshu (上樹村)

17 Zhuwei (竹圍村)

18 Fengtian (豐田村)

19 Zhenfeng (振豐村)

20 Futian (富田村)

21 Neitian (內田村)

22 Hexing (和興村)

23 Meihe (美和村)

## Verkehr
Direkt am westlichen Rand, aber größtenteils nicht mehr auf dem Gebiet von Neipu, zieht über einen Abschnitt von etwa 8 Kilometern die Nationalstraße 8 (Autobahn) Richtung Süden. Im Süden von Neipu verläuft die Provinzstraße 3 und entlang der Längsachse Neipus die Kreisstraße 187 Richtung Nordosten.

## Wirtschaft
Neipu wird intensiv landwirtschaftlich genutzt. Die landwirtschaftlich genutzte Fläche beträgt etwa 5317 ha. Hauptsächlich angebaut werden Betelnüsse (auf 2665 ha), Javaäpfel (1960 ha), Ananas (455 ha), Mango (237 ha), Tee (450 ha), Bananen (443 ha), Papaya (45 ha) und Zitronen (92 ha). Außerdem wird Gemüsebau und Hortikultur (Schnittblumen) betrieben. Die Schweinezucht hat größere Bedeutung. Auf etwa 105 ha Fläche gibt es verschiedene Gewerbe- und Industriebetriebe.

## Bildungseinrichtungen

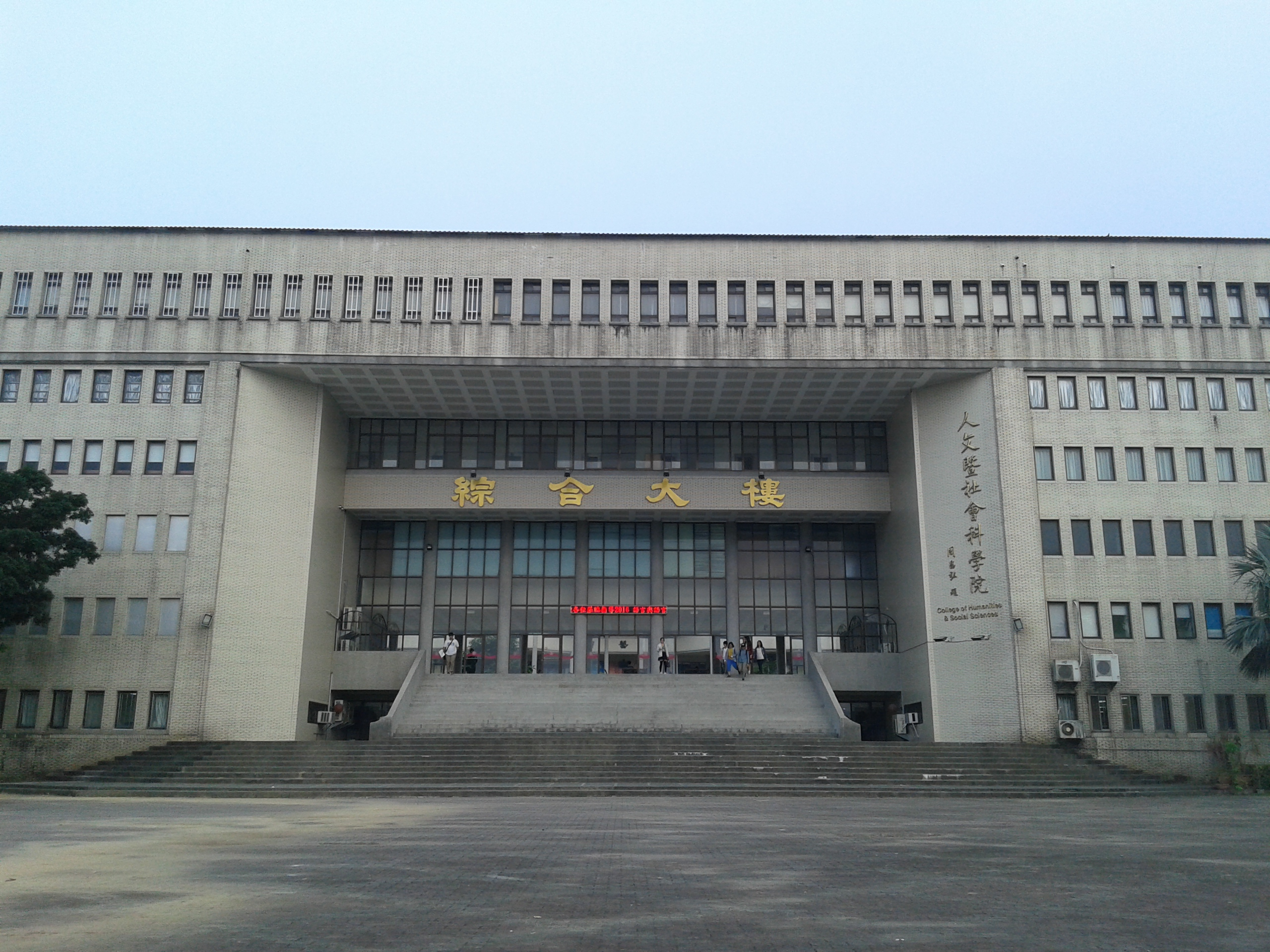
Gebäude der NPUST

In Neipu befindet sich der Hauptstandort der Nationaluniversität Pingtung für Naturwissenschaft und Technik (NPUST, 國立屏東科技大學,  Guólì Píngdōng Kējì Dàxué, ). Die Universität geht auf eine noch zur japanischen Zeit gegründete landwirtschaftliche Hochschule zurück und hat ein vorwiegend agrarwissenschaftliches und ernährungswissenschaftliches Fächerspektrum. In Neipu befindet sich außerdem die Meiho-Universität (美和科技大學,  Měihé kējì dàxué), eine private Universität, die aus einer 1966 gegründeten Krankenpflegeschule hervorging.

## Tourismus, Sehenswürdigkeiten
In Neipu befindet sich der Liudui-Hakka-Kulturpark (六堆客家文化園區,  Liùduī Kèjiā Wénhuà Yuánqū, ), in dem in mehreren Ausstellungsgebäuden über die Kultur der Hakka in Süd-Taiwan informiert wird. Der Name „Liudui“ („Sechs Haufen“) nimmt Bezug auf die historischen Ansiedlungen der Hakka im Süden Taiwans, die sich heute auf 12 Gemeinden bzw. Stadtbezirke im Landkreis Pingtung und in der Stadt Kaohsiung verteilen, wo Hakka die Mehrheit bilden. Der Park wurde am 22. Oktober 2011 eröffnet.
Der Liudui-Tianhou-Tempel (六堆天后宮,  Liùduī tiānhòu gōng, ) ist ein Hakka-Tempel der Meeresgöttin Mazu. Der Changli-Tempel (昌黎祠,  Chānglí cí, ) im Dorf Neitan, in dem Han Yu verehrt wird, geht auf einen Hakka-Tempel aus dem frühen 19. Jahrhundert zurück. Das Gebäude wurde jedoch mehrfach neu aufgebaut. Jedes Jahr finden am neunten Tag des neunten Mondkalenders (dem Geburtstag Han Yus) besondere Tempelfeierlichkeiten statt.

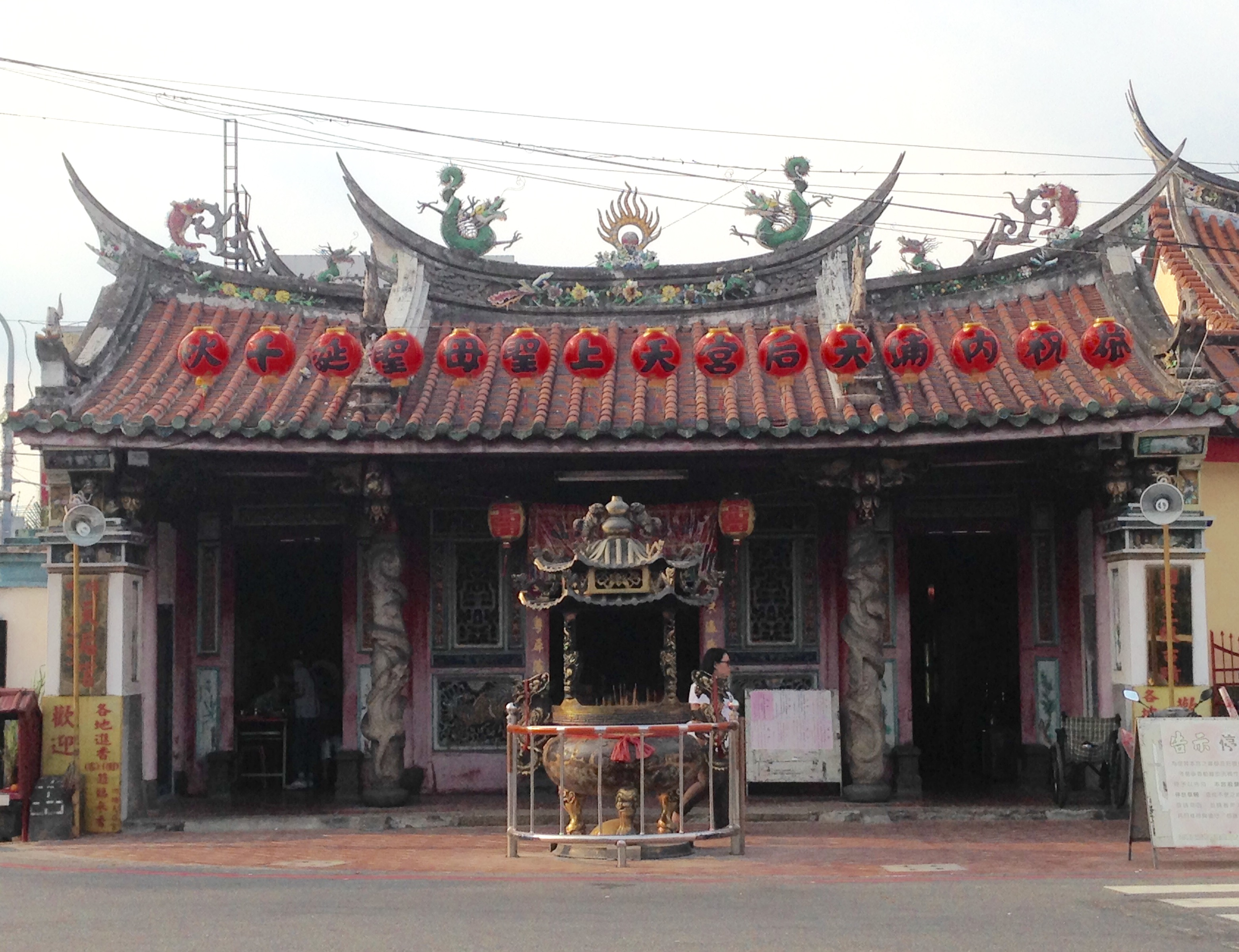
Mazu-Tempel
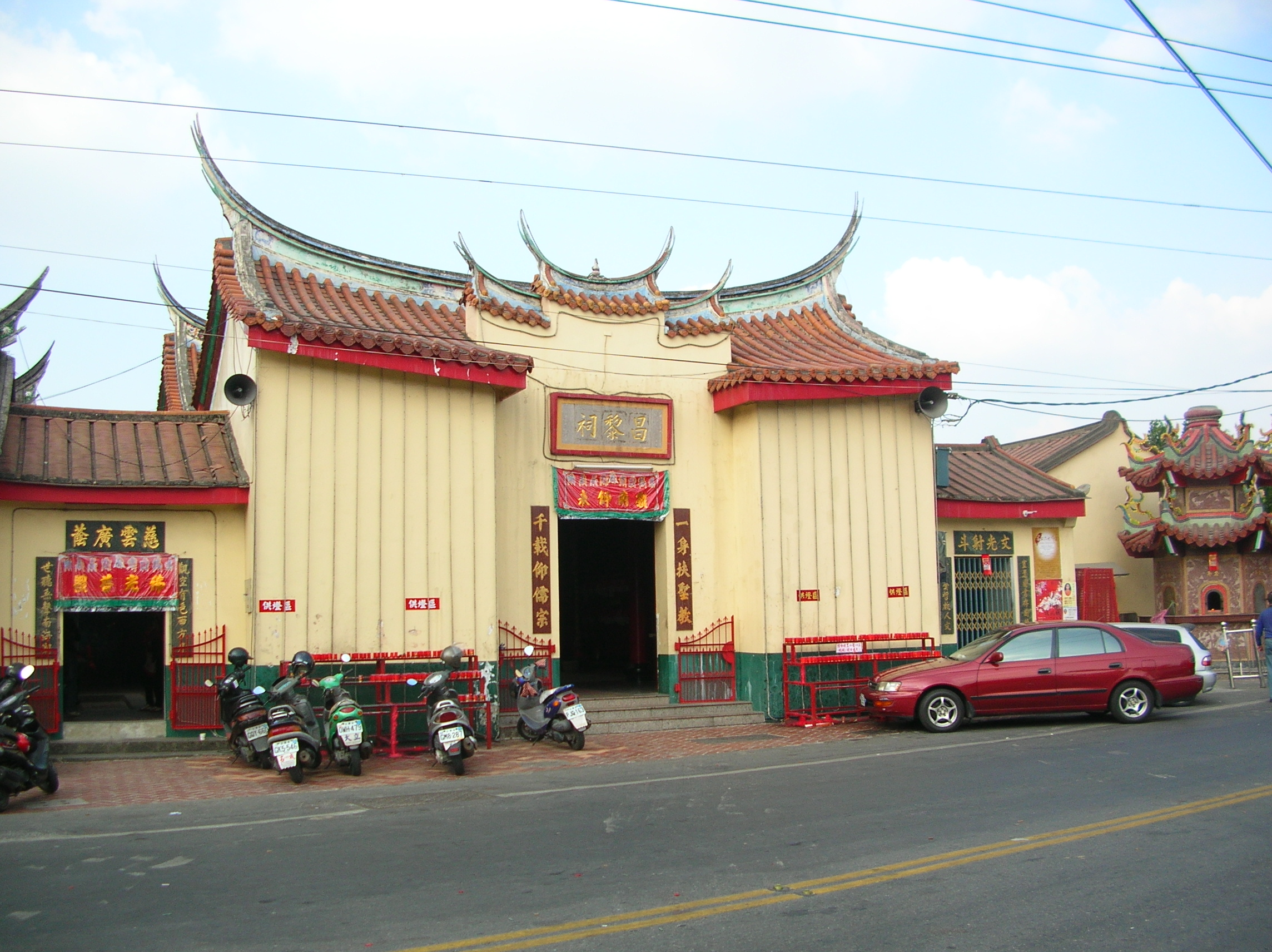
Changli-Tempel
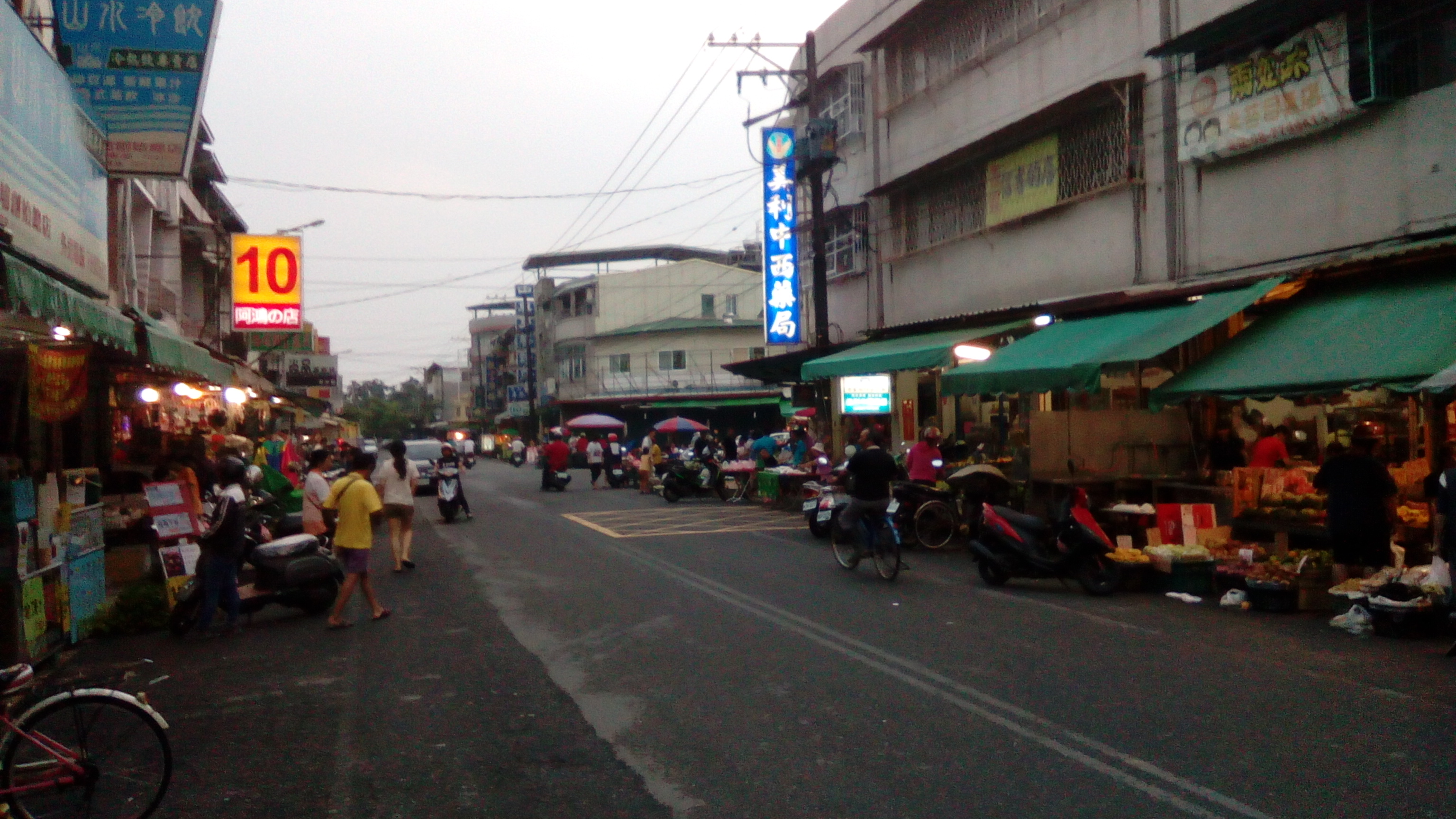
Straßenszene in Neipu